# Nokere Koerse 1981
La Nokere Koerse 1981, trentaseiesima edizione della corsa, si svolse il 18 marzo per un percorso con partenza ed arrivo a Nokere. Fu vinta dall'olandese Gerrie Knetemann della squadra Ti-Raleigh-Creda davanti ai belgi Herman Van Springel e  Claude Criquielion.

## Ordine d'arrivo (Top 10)
| Pos. | Corridore           | Squadra                     | Tempo    |
| ---- | ------------------- | --------------------------- | -------- |
| 1    | Gerrie Knetemann    | Ti-Raleigh-Creda            | 3h38'00" |
| 2    | Herman Van Springel | Safir-Ludo-Galli            | s.t.     |
| 3    | Claude Criquielion  | Splendor-Wickes-Europ Decor | a 1'05"  |
| 4    | Derek Hunt          | Boston-Mavic                | s.t.     |
| 5    | Gerrie van Gerwen   | DAF Trucks-Cote d'Or        | s.t.     |
| 6    | Mario Mariotti      |                             | s.t.     |
| 7    | Frans Van Looy      | Vermeer-Thijs               | s.t.     |
| 9    | Rudy Pevenage       | Capri Sonne                 | s.t.     |
| 10   | Patrick Devos       | Splendor-Wickes-Europ Decor | s.t.     |